# J. Holiday
Nahum Grymes, beter bekend onder zijn artiestennaam J. Holiday (geboren op 22 november, 1984 in Washington, D.C.) is een Amerikaans R&B zanger.

## Biografie
J. Holidays moeder zong gospel in een band met haar vijf zussen en zijn zus zong in het achtergrondkoor van Crystal Waters. Hij was hierdoor al van jongs af aan verbonden met muziek en maakte tijdens zijn schooltijd deel uit van verschillende bandjes.
Hij tekende bij Capitol Records en nam in 2006 zijn eerste single "Be With Me" op. Zijn eerste album Back of my lac' verscheen op 2 oktober, 2007. Een van de singles op dit album gaat onder de titel "Bed" en is een groot succes op Amerikaanse en Europese radiostations.
De "J" in J. Holiday staat voor James, de naam van zijn oom. De naam Holiday heeft hij gekregen toen hij in de studio werkte en aanwezigen zeiden dat het zo makkelijk is om met hem te werken dat het wel lijkt alsof ze op vakantie zijn. Daarom noemden ze hem J. Holiday.

## Discografie

### Albums
- Back of My Lac'
- Round 2

### Singles
- "Be With Me"
- "Bed"
- "A love of your own"
- "Crazy love"
- "Fatal"
- "Suffocate"
- "I Want You"
- "Pimp in me"
- "Come Here"
- "Thank You"
- "Thug Commandments"
- "Fallin"
- "Sexy love

- Bibliothèque nationale de France: cb15587633p (data)
- Gemeinsame Normdatei: 137587570
- International Standard Name Identifier: 0000 0000 7848 8107
- Library of Congress Control Number: no2007140180
- MusicBrainz: 4995a475-1580-4217-a11b-448711e41910
- Virtual International Authority File: 5247901
- WorldCat: E39PBJfX48PQTKd93GRmRCW7HC